# Escuela Médico-Quirúrgica de Lisboa

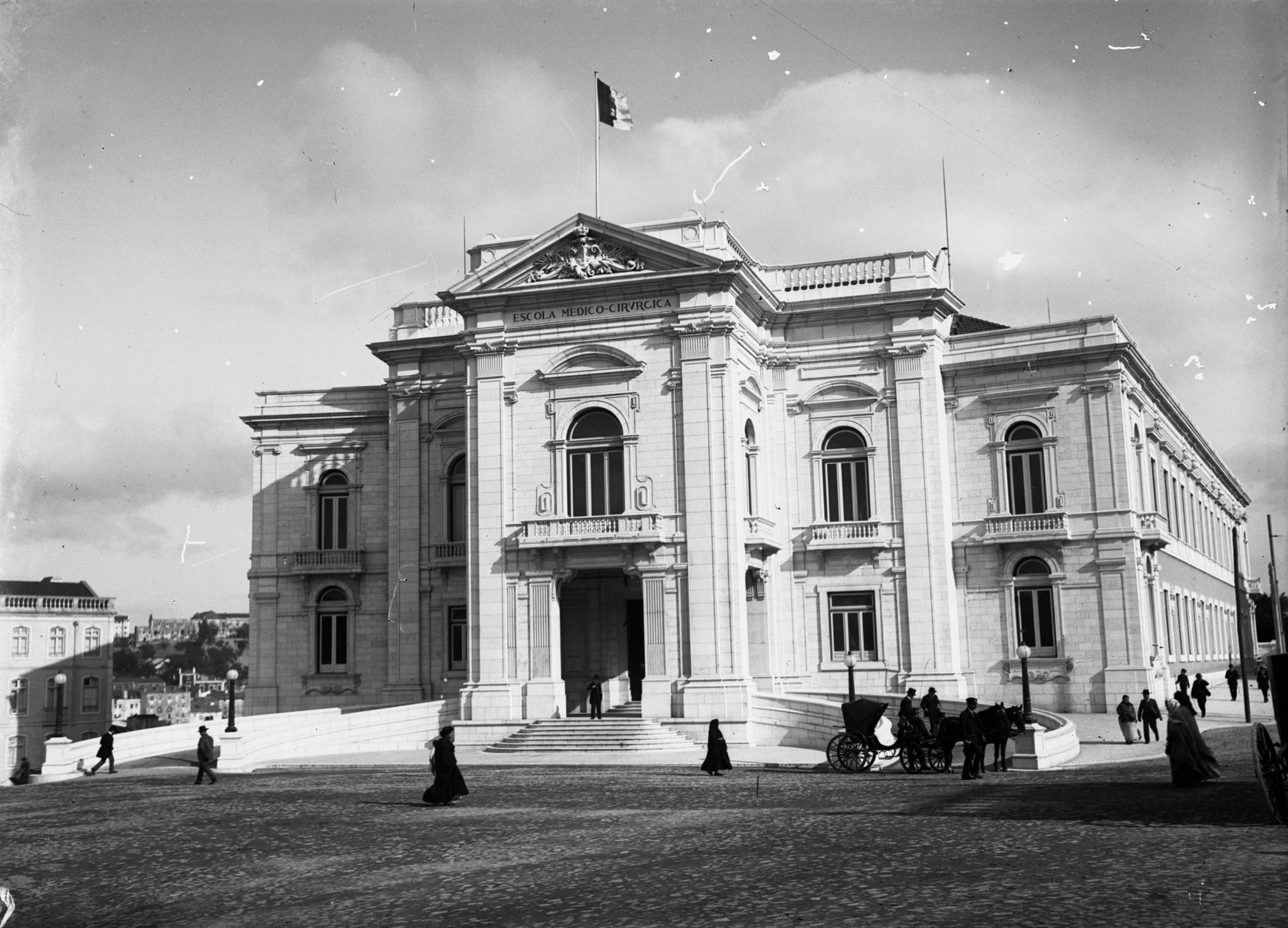
Escuela Médico-Cirúrgica de Lisboa, a comienzos del siglo.

La Escuela Médico-Quirúrgica de Lisboa fue un establecimiento de educación superior dedicado a la enseñanza de la Medicina y la Farmacia, situado en la capital portuguesa. La institución fue creada bajo el gobierno del septembrista Manuel da Silva Passos en 1836 por transformación de la Real Escuela de Cirugía. En 1911 fue transformado en la Facultad de Medicina de la Universidad de Lisboa. 
Actualmente, el edificio que ocupaba la Escuela Médico-Quirúrgica es la Facultad de Ciencias Médicas de la Universidad Nueva de Lisboa. Este edificio fue inaugurado en abril de 1906, con la celebración en sus instalaciones del xv Congreso Internacional de Medicina. El edificio se localiza en la parte superior del Campo de los Mártires de la Patria de Lisboa.